# María del Carmen od Dzieciątka Jezus
María del Carmen od Dzieciątka Jezus (ur. 30 czerwca 1834 w Antequerii, zm. 9 listopada 1899 tamże) – hiszpańska Błogosławiona Kościoła katolickiego.

## Życiorys
Jej mężem był Joaquin Munoz del Cano, jednak małżeństwo nie było udane. W 1878 roku jej mąż nawrócił się. W 1881 roku została wdową. W dniu 8 maja 1884 roku dotarła razem z czterema kobietami do klasztoru Matki Bożej Zwycięskiej. Założyła zgromadzenie Sióstr Franciszkanek Najświętszego Serca. Zmarła 9 listopada 1899 roku w wieku 65 lat w opinii świętości.
Została beatyfikowana przez papieża Benedykta XVI w dniu 6 maja 2007 roku.